# Длуская, Янина

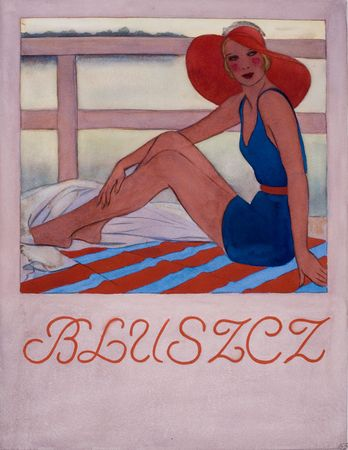
Янина Длуская. Проект обложки журнала «Bluszcz», 20-е годы

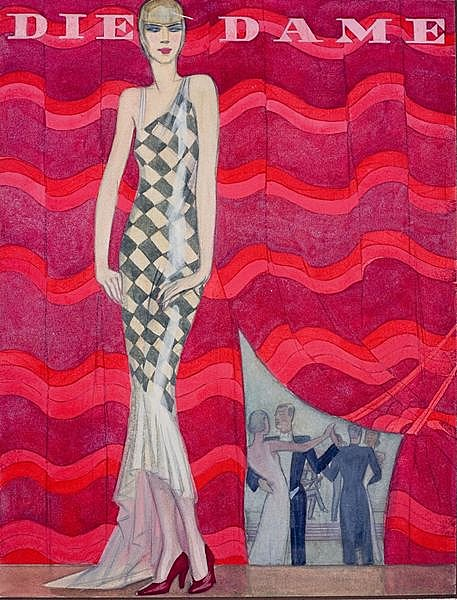
Янина Длуская. Проект обложки журнала «Die Dame», 20-е годы

Янина Длуская (пол. Janina Dłuska; 1899, Курск — 8 июня 1932, Вильно) — польская художница, проектантка и декоратор.

## Биография
После окончания школы в Кракове, где она одновременно обучалась на курсах живописи, поступила и успешно окончила училище живописи, ваяния и зодчества в Москве со степенью художника.
После обретения независимости в 1919 году Длуская вернулась в Польшу.
Участница советско-польской войны. В период военных действий служила медсестрой в женском легионе.
После войны устроилась на работу учителем рисования в женской учительской семинарии в Люблине.
В 1922 году переехала в Мюнхен, где в течение трех лет продолжала обучаться живописи в Академии художеств, затем училась в Париже. Специализировалась в создании акварельных портретов.
Работала художницей-проектантом ряда журналов, в частности — Vogue, Die Dame.
В 1931 году вернулась в Польшу и поселилась в Вильно. Тогда же увлеклась авиацией, училась в аэроклубе. После окончания теоретического курса пилотажа, приступила к практической подготовке управления планерами, но 8 июня 1932 г. погибла в результате авиакатастрофы.